# Atenulf al II-lea de Benevento
Atenulf al II-lea (de asemenea, Atenolf, Atenolfo, Atinolfo, Adenolfo, Atenulfo sau Adenulfo) (d. 940) a fost fratele mai tânăr al principelui longobard Landulf I de Benevento și de Capua, care l-a asociat la domnie din iunie 910 sau 911, după cum tatăl lor, Atenulf I îl asociase cu un deceniu în urmă pe Landulf.
În 909, Landulf I a fost la Constantinopol pentru a primi titlurile de anthypatos și de patrikios de la împăratul Leon al VI-lea; deși rămas în Italia, lui Atenulf i s-au conferit aceleași titluri. Atenulf a participat la bătălia de la Garigliano din 915, ca și la campaniile împotriva bizantinilor din 921 asupra Apuliei, ajungând până la Ascoli. El a continuat confruntarea cu Bizanțul, recurgând chiar la chemarea în ajutor a unor mercenari maghiari de sub conducerea unui anume Szovard (italienizat ca Salardo). În 929, alături de fratele său Landulf, de Guaimar al II-lea de Salerno și de Theobald I de Spoleto, a invadat din nou Apulia și Calabria. De această dată, expediția a fost un eșec total, iar alianța antibizantină s-a destrămat.
La moartea sa, Atenulf al II-lea a lăsat doi fii: Landulf, care a achiziționat Salerno în 973, și Atenulf, gastald de Aquino.